# Elecciones al consejo insular de Formentera de 2011
Las elecciones al Consejo Insular de Formentera de 2011 se celebraron el 22 de mayo de 2011. En ellas, todos los ciudadanos de Formentera mayores de 18 años según el censo electoral de 1 de marzo de 2011 fueron llamados a las urnas para elegir a los 13 consejeros del  Consejo Insular de Formentera.
Son las segundas elecciones al Consejo Insular de Formentera en las que se elige la composición de la II legislatura de la citada administración. 

## Partidos políticos
Los partidos políticos que se presentaron a las elecciones del 22 de mayo de 2011 fueron:
- Gent per Formentera, que se presentaba con una lista con pocas incorporaciones y con el lema «Seguimos Progresando Juntos» (catalán, «Seguim Progressant Junts».) GxF se presentaba con el deseo de salir reelegidos. Para el Parlamento de las Islas Baleares, GxF iba en coalición con el PSIB-PSOE de Formentera. Jaume Ferrer se presentaba con el número uno de la coalición.

- Sa Uniò de Formentera (español, La Unión de Formentera) es la coalición de centro-derecha formada por el [Partido Popular] de Formentera y el Grupo Independiente de Formentera. Se presentaba con el lema «Creemos en Formentera» (catalán, «Creiem a Formentera»). Su lista, una variedad de dirigentes del PP y del GUIF. Javi Serra, hijo de Toni Serra exalcalde de Formentera y fundador del GUIF, iba como número uno al Consejo Insular de Formentera. Sa Uniò también se presentaba en coalición al Parlamento de las Islas Baleares con Jaume Costa PP exalcalde de Formentera (2003-2005) como número uno al parlamento balear.

- PSIB-PSOE de Formentera se presentaba con Hilari Ferrer como el candidato número uno para presidir el Consejo Insular de Formentera. Su lista era variada, al llevar viejos dirigentes del partido, como Víctor Tur, y juventud como Lucía Osorio. La gran sorpresa de la lista fue la ausencia de Margalida Font Aguiló que por su cargo de senadora por Ibiza y Formentera y motivos personales no entraba en la lista para el Consejo Insular de Formentera  pero sí en la del Parlamento de las Islas Baleares como la segunda suplente. El partido se presentaba con el lema «Queremos, Sabemos, Podemos» (catalán: «Volem, Sabem, Podem»).

- PREF (Partido Renovador de Ibiza y Formentera) es la gran novedad de los partidos que se presentaban al Consejo Insular de Formentera. El partido de Cándido Valladolid, exregidor de Turismo con el desaparecido Ayuntamiento de Formentera, se presentaba a las elecciones del 2011 al poder confeccionar una lista, no como en el 2007 que no logró que la lista fuera apta por la Junta Electoral y no se pudieron presentar. El PREF reconoce que será difícil lograr una gran mayoría, pero espera poder ser la fuerza política que decante quién gobernará el Consejo Insular de Formentera. Al Parlamento de las Islas Baleares se presenta en solitario y su número uno es el banquero de la Banca March Ángel Costa. El lema del PREF era «Por el Cambio, Formentera somos todos».

## Resultados
| ← Elecciones al Consejo Insular de Formentera de 2011 →                                                                                                 |                                                               |                    |       |       |         |     |
| Presidente y Consejo Ejecutivo | Partido                                                       | Candidato          | Votos | %     | Escaños | +/- |
| - Presidente: Jaume Ferrer Ribas (GxF) - Consejo ejecutivo: GxF - PSIB-PSOE - Votantes: 3.843 (60,86%) - Abstención: 2.471 (39,14%) - Nulos: 69 (1,80%) | Gent per Formentera (GxF)                                     | Jaume Ferrer Ribas | 1.662 | 44,04 | 6       | +1  |
| - Presidente: Jaume Ferrer Ribas (GxF) - Consejo ejecutivo: GxF - PSIB-PSOE - Votantes: 3.843 (60,86%) - Abstención: 2.471 (39,14%) - Nulos: 69 (1,80%) | Sa Uniò de Formentera (PP, GUIF)                              | Javi Serra         | 1.308 | 34,66 | 5       | +1  |
| - Presidente: Jaume Ferrer Ribas (GxF) - Consejo ejecutivo: GxF - PSIB-PSOE - Votantes: 3.843 (60,86%) - Abstención: 2.471 (39,14%) - Nulos: 69 (1,80%) | Partit dels Socialistes de les Illes Balears-PSOE (PSIB-PSOE) | Hilari Ferrer      | 577   | 15,29 | 2       | =   |
| - Presidente: Jaume Ferrer Ribas (GxF) - Consejo ejecutivo: GxF - PSIB-PSOE - Votantes: 3.843 (60,86%) - Abstención: 2.471 (39,14%) - Nulos: 69 (1,80%) | Partido Renovador de Ibiza y Formentera (PREF)                | Cándido Valladolid | 152   | 4,03  | 0       | 0   |
| - Presidente: Jaume Ferrer Ribas (GxF) - Consejo ejecutivo: GxF - PSIB-PSOE - Votantes: 3.843 (60,86%) - Abstención: 2.471 (39,14%) - Nulos: 69 (1,80%) | En blanco                                                     | N/A                | 75    | 1,99  | N/A     | N/A |

- Datos: Q5827514